# Nowe przygody Robin Hooda
Nowe przygody Robin Hooda (ang. The New Adventures of Robin Hood) – amerykańsko-francuski serial fantasy, bardzo luźno nawiązujący do legendarnej postaci Robin Hooda. Postać ta ukazana jest w sposób humorystyczny.

## Główne role
- Matthew Porretta – Robin Hood (1996-1998)
- John Bradley – Robin Hood (1998-1999)
- Anna Galvin – Marion Fitzwalter
- Barbara Griffin – Marion Fitzwalter (1997-1999)
- Christie Woods – Rowena
- Hakim Alston – Kemal
- Martyn Ellis – Braciszek Tuck
- Richard Ashton – Mały John